# Temporada da NFL de 1922
A Temporada de 1922 da National Football League foi a 3º temporada do principal torneio de futebol americano dos Estados Unidos; e a primeira com a liga renomeada de American Professional Football League (APFA) a National Football League em 24 de junho.
A NFL acrescentou 18 equipes durante a temporada, incluindo times recém criados como Milwaukee Badgers, Oorang Indians, Racine Legion e Toledo Maroons. Enquanto isso, Chicago Staleys alteraram seu nome a Chicago Bears, e o Racine Cardinals a Chicago Cardinals. 
O Muncie Flyers, Cleveland Indians, New York Brickley's Giants, Cincinnati Celts, Tonawanda Kardex, Washington Senators e Detroit Tigers saíram da liga. Um 19º time, Youngstown Patricians, estava escalado para entrar na liga e teve seu cronograma definido, no entanto, desistiu antes de jogar alguma partida. Uma vigésima equipe, Philadelphia Union Quakers, também estava programado para se juntar (não tanto quanto Youngstown), mas não o fez, em parte devido ao fato de que os Quakers eram apenas uma fachada para que o existente Buffalo All-Americans jogasse partidas extras no sábado. Após um hiato de quatro anos, a franquia se juntou à American Football League em 1926.
Ao final da temporada, Canton Bulldogs foi nomeado campeões da NFL de 1922 após encerrar a temporada com um recorde de 10–0–2.

## Equipes
Dezoito equipes competiram na NFL durante a temporada de 1922, contra 21 clubes na temporada anterior.
| Primeira Temporada na NFL* | Equipe desistente nessa temporada ^ |

| Equipe                      | Head coach(es)                                              | Estádio(s)                               |
| --------------------------- | ----------------------------------------------------------- | ---------------------------------------- |
| Akron Pros                  | Untz Brewer                                                 | Akron League Park                        |
| Buffalo All-Americans       | Tommy Hughitt                                               | Canisius Field and Buffalo Baseball Park |
| Canton Bulldogs             | Guy Chamberlin                                              | Lakeside Park                            |
| Chicago Bears               | George Halas                                                | Cubs Park                                |
| Chicago Cardinals           | Paddy Driscoll                                              | Comiskey Park                            |
| Columbus Panhandles         | Herb Dell                                                   | Neil Park                                |
| Dayton Triangles            | Carl Storck                                                 | Triangle Park                            |
| Evansville Crimson Giants ^ | Frank Fausch                                                | Bosse Field                              |
| Green Bay Packers           | Curly Lambeau                                               | Hagemeister Park                         |
| Hammond Pros                | Wally Hess                                                  | Traveling team                           |
| Louisville Brecks           | Hubert Wiggs                                                | Eclipse Park                             |
| Milwaukee Badgers *         | Budge Garrett (6 partidas) and Jimmy Conzelman (3 partidas) | Athletic Park                            |
| Minneapolis Marines         | Russell Tollefson                                           | Nicollet Park                            |
| Oorang Indians *            | Jim Thorpe                                                  | Traveling team                           |
| Racine Legion *             | Babe Ruetz                                                  | Horlick Field                            |
| Rochester Jeffersons        | Doc Alexander                                               | Rochester Baseball Park                  |
| Rock Island Independents    | Jimmy Conzelman                                             | Douglas Park                             |
| Toledo Maroons *            | Guil Falcon                                                 | Swayne Field                             |

## Tabela
| Canton Bulldogs           | 10 | 0 | 2 | 100%  | 184 | 15  |
| Chicago Bears             | 9  | 3 | 0 | 75%   | 123 | 44  |
| Chicago Cardinals         | 8  | 3 | 0 | 72,7% | 96  | 50  |
| Toledo Maroons            | 5  | 2 | 2 | 71,4% | 94  | 59  |
| Rock Island Independents  | 4  | 2 | 1 | 66,7% | 154 | 27  |
| Racine Legion             | 6  | 4 | 1 | 60%   | 122 | 56  |
| Dayton Triangles          | 4  | 3 | 1 | 57,1% | 80  | 62  |
| Green Bay Packers         | 4  | 3 | 3 | 57,1% | 70  | 54  |
| Buffalo All-Americans     | 5  | 4 | 1 | 55,6% | 87  | 41  |
| Akron Pros                | 3  | 5 | 2 | 37,5% | 146 | 95  |
| Milwaukee Badgers         | 2  | 4 | 3 | 33,3% | 51  | 71  |
| Oorang Indians            | 3  | 6 | 0 | 33,3% | 69  | 190 |
| Minneapolis Marines       | 1  | 3 | 0 | 25%   | 19  | 40  |
| Louisville Brecks         | 1  | 3 | 0 | 25%   | 13  | 140 |
| Evansville Crimson Giants | 0  | 3 | 0 | 00%   | 6   | 88  |
| Rochester Jeffersons      | 0  | 4 | 1 | 00%   | 13  | 76  |
| Hammond Pros              | 0  | 5 | 1 | 00%   | 0   | 69  |
| Columbus Panhandles       | 0  | 8 | 0 | 00%   | 24  | 174 |

## Ligação Externa
- Temporada de 1922 da NFL.com (em inglês).
- Temporada de 1922 na Pro Football Reference (em inglês).
- Temporada de 1922 na Football Db.com (em inglês).